# Integrare prin schimbare de variabilă
În analiza matematică, integrarea prin schimbarea de variabilă (sau prin substituție) este un procedeu de integrare care constă în înlocuirea unei variabile (sau a unei funcții) printr-o altă funcție sau alt parametru. Se bazează pe folosirea diferențialei unei expresii algebrice.
Există două astfel de metode.

## Prima metodă de schimbare de variabilă
Această metodă se aplică pentru aflarea primitivei unei funcții {\displaystyle h:I\rightarrow \mathbb {R} ,} care poate fi scrisă sub forma:
{\displaystyle h(t)=f(\phi (t))\cdot \phi '(t),\;\forall t\in \mathbb {R} ,}
unde {\displaystyle \phi :I\rightarrow J\;}   este o funcție derivabilă, iar {\displaystyle f:I\rightarrow \mathbb {R} .}
Dacă funcția f admite o primitivă F, adică   {\displaystyle F'=f,}   atunci, aplicând regula de derivare a funcțiilor compuse:
{\displaystyle h(t)=F'(\phi (t))\cdot \phi '(t)=(F\circ \phi )'(t),}
deci {\displaystyle F\circ \phi }   este o primitivă a lui h.

### Teoremă (prima metodă de schimbare de variabilă)
Fie I, J intervale din {\displaystyle \mathbb {R} }   și
{\displaystyle \phi :I\rightarrow J}     {\displaystyle f:J\rightarrow \mathbb {R} }
funcții cu proprietățile:
{\displaystyle (\alpha )}   φ este derivabilă pe I,
{\displaystyle (\beta )}   f admite primitive (fie F o primitivă a sa).
Atunci funcția {\displaystyle (f\circ \phi )\cdot \phi '}   admite primitive, iar funcția {\displaystyle F\circ \phi }   este o primitivă a lui {\displaystyle (f\circ \phi )\cdot \phi ',}   adică:
{\displaystyle \int f(\phi (t))\cdot \phi '(t)dt=F\circ \phi +{\mathcal {C}}.}
Demonstrație.
Funcția F fiind o primitivă a lui f, este derivabilă pe J și   {\displaystyle F'=f.}
Însă φ este derivabilă pe I (ipoteza (α)), deci și   {\displaystyle F\circ \phi }   este derivabilă pe I și:
{\displaystyle (F\circ \phi )'(t)=F'(\phi (t))\cdot \phi '(t)=f(\phi (t))\cdot \phi '(t)\;\;\forall t\in I.}
Așadar, funcția   {\displaystyle F\circ \phi }   este o primitivă a lui   {\displaystyle (f\circ \phi )\cdot \phi '.}

## A doua metodă de schimbare de variabilă
Această metodă se aplică atunci când se cunoaște o primitivă H a funcției   {\displaystyle h=(f\circ \phi )\cdot \phi '}   și se cere să se găsească o primitivă F a funcției f; F se obține din H astfel:
{\displaystyle F=H\circ \phi ^{-1}.}